# Rhizogeniates antennatus
Rhizogeniates antennatus är en skalbaggsart som beskrevs av Curtis 1845. Rhizogeniates antennatus ingår i släktet Rhizogeniates och familjen Rutelidae. Inga underarter finns listade i Catalogue of Life.